# Marius Kurkinski
Ivajlo Stojanov (bugarski Ивайло Стоянов; 15. listopada 1969.), poznatiji kao Marius Kurkinski (Мариус Куркински), bugarski je glumac, redatelj, scenarist i pjevač. Napisao je i režirao film Dnevnikat Na Edin Lud („Dnevnik luđaka”).
Kurkinski je osvojio nagradu u Oteševu, Sjeverna Makedonija za svoju ulogu u filmu The Dream. U Sozopolu, Bugarska, Kurkinski je osvojio nagradu Apoloniju. Kao počast, Mariusa su pozvali da sudjeluje na Svjetskom danu kazališta 27. ožujka 2004. u Parizu, Francuska.
Kurkinski je gej.

## Filmografija
- Sirna Nedelya (1993.)
- La Donna e Mobile (1993.)
- Granitza (1994.)
- Dnevnikat Na Edin Lud (1996.)
- Pryatelite na Emiliya (1996.)
- Vsichko Ot Nula (1996.)
- Ad Libitum 4 Variatzii Na Graf dyo Burbulon (2000.)
- Posseteni ot Gosspoda (2001.)
- Opashkata na Dyavola (2001.)
- Zasukan Sviat (2019.)